# جودي بيس
جودي بيس (بالإنجليزية: Judy Pace)‏ هي ممثلة أمريكية، ولدت في 15 يونيو 1942 في لوس أنجلوس في الولايات المتحدة. من الجوائز التي نالتها جوائز إيميج السينمائية.

## جوائز
- جوائز إيميج السينمائية

## وصلات خارجية
- جودي بيس على موقع IMDb (الإنجليزية)
- جودي بيس على موقع إن إن دي بي (الإنجليزية)
- جودي بيس على موقع قاعدة بيانات الفيلم (الإنجليزية)